# Roy Cohn
Roy Marcus Cohn (IPA: /koʊn/), född 20 februari 1927 i New York, död 2 augusti 1986 i Bethesda i Maryland, var en amerikansk jurist som blev känd under senator Joseph McCarthys undersökningar av kommunistaktiviteter i USA under den andra Röda faran. Han var även en av åklagarna vid rättegången 1951 mot Ethel och Julius Rosenberg. 
1984 fick Cohn diagnosen aids. Cohn försökte hålla detta hemligt, samtidigt som han genomgick flera olika experimentella läkemedelsbehandlingar. Han insisterade konsekvent till sin död att han led av levercancer. Han avled, 59 år gammal, på grund av komplikationer orsakade av aids och begravdes på Union Field-kyrkogården i Queens i New York.

## Porträtteringar
Cohn omnämns i Billy Joel-låten "We Didn't Start the Fire" (1989). I TV-filmen Citizen Cohn (1992) spelas han av James Woods, och i TV-serien Angels in America (2003) porträtteras han av Al Pacino. I filmen The Apprentice (2024) spelas han av Jeremy Strong.